# Контролни дио сигнализационе везе
Контролни дио сигнализационе везе је протокол слој мреже који пружа могућност проширеног усмеравања, контролу тока, сегментације, везе-оријентисања и исправљање грешке у Сигнализацијском систему 7 телекомуникационе мреже. SCCP се ослања на услуге -а за основно усмеравање (рутирање) и откривање грешке.

## Издање спецификације
Организација ITU-T је дефинисала основну SCCP спецификацију, у препорукама  до , са додатним информацијама дане извођачима у  и . Међутим, постоје регијске варијације дефинисане од стране домаћих организација за стандардизације. У Сједињеним Америчким Државама, ANSI објављује своје измене према  као ANSI T1.112. Јапанска организација TTC објављује их као JT-Q.711 до JT-Q.714, и Европски ETSI објављује . Обе организације документују своје промене за ITU-T спецификацију.

## Могућности рутирања изван-а
Иако  омогућава способности рутирања на основи Код тачке. SCCP омогућава рутирање користећи Код тачке и Подсуставни број или Глобални Наслов.
Код тачке се користи као адреса за одређени чвор у мрежи, а Подсуставни број адресира специфичне апликације доступне на тај чвор. SCCP користи процес који се зове Превод глобалног наслова (енгл. Global Title Translation) да би се утврдио Код тачке из Глобалног наслова како би се упутио , где се рутирају поруке.
SCCP поруке садрже параметре који описују врсту адресирање које се користи, и како би се требало да се рутира порука:
- Индикатор адресе
  - Подсуставни индикатор (енгл. Subsystem indicator): Адреса укључује Подсуставни број
  - Индикатор код тачке (енгл. Point Code indicator): Адреса укључује Код тачке
- Индикатор глобалног наслова
  - Без глобалног наслова
  - Глобални наслов укључује Тип превода (TT, енгл. Translation Type), Индикатор бројчаног плана (NPI, енгл. Numbering Plan Indiciator) и Тип броја (TON, енгл. Type of Number)
  - Глобални наслов укључује само Тип превода
- Индикатор рутирања
  - Рутирај само са Глобалним насловом
  - Рутирај само са Кодом тачке/Подсуставним бројем
- Код адресног индикатора (енгл. Address Indicator Coding)
  - Адресни индикатор кодиран као национални (Адресни индикатор је сматран као интернационални ако није специфиран)

## Протоколне класе
има 5 класа протокола у својим апликацијама:
- Класа 0: Општа беспојна
- Класа 1: Секвенцирана беспојна
- Класа 2: Општа спојно оријентисана
- Класа 3: Контролу тока спојно оријентисана
- Класа 4: Опоравак грешке и контролу тока спојно оријентисана

Протоколи беспојне класе обезбеђују потребан капацитет за пренос једне Јединице података сервиса мреже (NSDU) у пољу „податак“ XUDT, LUDT или UDT поруке. Када једна беспојна порука није довољна да пренесе корисничке податке садржаних у једној NSDU, функција сегментације и поновог састављања за протоколне класе 0 и 1 је пружена. У овој случају, SCCP у почетном чвору или у преносном (релејном) чвору омогућава сегментацију информације у више сегмената прије шаљења у пољу „податак“ XUDT-а (или мрежног избора LUDT-а) поруке. Код чвора дестинације,  је поново састављен.
Спојно оријентисане протокол класе (класе 2 и 3) обезбеђују средства за постављање сигнализацијских споја у циљу размјене низ сродних NSDU-а. Спојно оријентисане протокол класе дају могућности сегментације и поновог састављања. Ако је NSDU дужа од 255 октета, раздвојена је у више сегмента у почетном чвору, прије преноса у пољу „податак“ DT порука. Сваки сегмент је мањи од или једнак 255 октета. На чвору дестинације,  је поново састављен.

### Класа 0: Општа беспојна
Протокол класа SCCP Класа 0 је најпростији протокол од SCCP протокол класа. Јединице података сервиса мреже (NSDU) пошаљени од стране виших слојева на SCCP-у у почетном чвору су достављене од стране SCCP-а на вишим слојевима у дестинацијском чвору. Они се преносе независно један од другог. 	
Дакле, они могу бити испоручени до SCCP корисника ван секвенције. Дакле, ова протокол класа одговара чистој беспојној услуги мреже. Као беспојни протокол, никаква беза је успостављена веза између пошаљиоца и пријемника.

### Класа 1: Секвенцирана беспојна
Класа 1 гради на способности Класе 0, са додатком параметра за контролу секвенце у NSDU која омогућава SCCP Кориснику да упути SCCP да дан проток порука се треба испоручити у низу (секвенцу). Дакле, Протокол Класа 1 одговара на побољшан беспојан протокол уз гаранције секвентног достава.

### Класа 2: Општа спојно оријентисана
Класа 2 даје могућност Класе 1, али такође дозвољава да ентитет успостави двосмерни дијалог са другим ентитетом користећи SCCP

### Класа 3: Контролу тока спојно оријентисана
Услуга Класа 3 гради на Класи 2, али дозвољава за хитне поруке да се шаљу и примају, и да се грешке у секвенцији (састављању сегмената) да се открију и да SCCP поново започне спој ако се ово догоди.

## Пренос преко мреже Интернет протокола
У SIGTRAN збирки протокола, има две главне методе преносења SCCP апликације преко мреже Интернет протокола: SCCP може се пренијети индиректно користећи протокол MTP слој 3 Корисничка адаптација (M3UA), протокол који даје подршку корисницима —укључујући SCCP. Алтернативно, SCCP апликације могу деловати директно преко  Корисничка адаптација протокол (SUA) које је облик изменутог SCCP-а намењен специфично за коришћене у IP мрежи.
 такође обезбеђује за пренос SCCP корисника преко Интернет протокола користећи услугу Општег сигнализацијског превоза (енгл. Generic Signalling Transport) прописана у , претварач сигнализацијског превоза (енгл. signalling transport converter) за  прописан у  и специјални Превозно-независан контролни дио сигнализационе везе (енгл. Transport-Independent Signalling Connection Control Part) (TI-SCCP) прописан у .
 такође се може користити са Општим сигнализацијским превозом подешен за  и MTP3b као што је описан у , или подешен за SSCOP или SSCOPMCE као што је описано у .